# Nicolás Cavigliasso
Pas d'image ? Cliquez ici
Nicolás Cavigliasso, né le 3 septembre 1991 à General Cabrera  dans la province de Córdoba, est un pilote argentin de rallye-raid, en quad. Il a remporte le rallye Dakar en 2019.

## Palmarès

### Résultats au Rallye Dakar
| Année | Catégorie       | Marque          | Position | Victoires d'etapes |
| ----- | --------------- | --------------- | -------- | ------------------ |
| 2018  | Quad            | Yamaha YFZ 450  | 2e       | 2                  |
| 2019  | Quad            | Yamaha YFZ 450  | 1er      | 9                  |
| 2021  | Quad            | Yamaha YFZ 450  | Abd.     | 2                  |
| 2023  | SSV (T4)        | Can-Am Maverick | 25e      | -                  |
| 2024  | Challenger (T3) | Taurus T3 Max   | 9e       | 2                  |